# 西野嘉之
西野 嘉之（にしの よしゆき、1974年〈昭和49年〉 - ）は、産業能率大学客員教授。専門は電気工学。学位は博士（工学）。日本の経営者。岐阜県出身。

## 来歴・人物
2001年、慶應義塾大学大学院理工学研究科博士課程修了、博士（工学）の学位を取得。2001年起業。e-learningシステム、医療システム等を開発。企業価値検索サービス「Ullet（ユーレット）」を開発。また、企業分析などをPRESIDENT等雑誌連載、ラジオNIKKEIで放送し、同時に企業経営者向け大学等などで多数講演を行っている。（株）図研ネットウエイブ（（株）図研グループ）取締役、タック株式会社（イビデングループ）技術顧問を歴任。

## 経歴

### 略歴
- 1974年 - -月、岐阜県生まれ
- 1993年 - 3月、岐阜県立大垣北高等学校卒業[1]
- 1997年 - 3月、慶應義塾大学理工学部電気工学科卒業[1]（学士）
- 1999年 - 3月、慶應義塾大学大学院理工学研究科電気工学専攻修士課程修了、修士（工学）[1]
- 1999年 - 4月、慶應義塾大学大学院理工学研究科電気工学専攻博士課程入学
- 1999年 - 4月、日本学術振興会特別研究員（2002年3月まで）
- 2001年 - 3月、慶應義塾大学大学院理工学研究科電気工学専攻飛び級で博士課程修了、博士（工学）[1]
- 2001年 - 4月、慶應義塾大学研究員日本学術振興会特別研究員（Ph.D.）（飛び級のため在籍は2002年3月まで）
- 2001年 - 4月、株式会社ヴァーチャル・エヌ代表取締役CEO [1]（現在に至る）
- 2001年 - 4月、図研ネットウエイブ株式会社（株式会社図研）　取締役[1]（2003年3月まで）
- 2004年 - 8月、株式会社メディネットグローバル　代表取締役CEO[1] （現在に至る）
- 2003年 - 4月、株式会社タック（イビデン株式会社グループ）　技術顧問[1]（2006年3月まで）
- 2011年 - 10月、経済産業省魅力発信事業プロジェクト（2012年3月まで）
- 2013年 - 4月、産業能率大学客員教授（現在に至る）
- 2017年 - 3月、ユーレット株式会社を設立（現在に至る）

### 役職
- 産業能率大学客員教授（2013年4月-）

## 栄典・受賞歴
- 1997年 - Student Travel Grants (Globecom97)
- 1999年 - 第15回電気通信普及財団賞[2]
- 2000年 - エリクソン・ヤング・サイエンティスト・アワード コンピュータ利用教育学会優秀論文賞
- 2004年 - マイクロソフト社「パワーベンチャー企業支援プロジェクト」[3]
- 2011年 - コンピュータ利用教育学会優秀論文賞受賞 ユーレットによる就活支援 ‐知られざる優良企業の発見
- 2017年 - 一般社団法人 情報システム学会「第13回全国大会・研究発表大会」にて「ベストペーパー賞」受賞。

## 著書

### 単著
- 『企業をしらべれば人生が変わる-就活やビジネスを成功に導くユーレット活用術-』（産業能率大学出版部、2016）
- 『誰が世界を変えるのか? ~日本企業の未来予想図』（産業能率大学出版部、2017）

## 論文
- 「バッチャバンヤン網の入力に中間バッファを用いた共有集中型ノンブロッキング交換機,電子情報通信学会論文誌」1998[4]
- 「2種類の優先権を考慮したバッチャ網によるノックアウトパケットスイッチ,電子情報通信学会論文誌」1999[5]
- 「多段ステージ共有バッファ型マルチキャストATMスイッチ",電子情報通信学会論文誌」1999[6]
- 1999年11月 「複数の優先クラスを考慮したバッチャ網によるノックアウトATMスイッチの特性解析,電子情報通信学会論文誌」
- 「マルチキャストトラヒックに対応可能なクロスバーATMスイッチ,電子情報通信学会論文誌」2000
- 「小モジュール化と多段接続を用いたノックアウト拡張バンヤンマルチキャストATMスイッチ,電子情報通信学会論文誌」2000
- 「複数の優先クラスを考慮した共有集線網出力バッファ型スイッチ,電子情報通信学会論文誌」2000
- 2000年10月 「Knockout ATM switch with two speedup factors under non-uniform traffic with variable hot-spot ports", IEICE Trans. on Communications」
- 「可変波長コンバータにより所要波長数の軽減を図ったブロードキャスト･セレクト光ATMスイッチ,電子情報通信学会論文誌」2001
- 「可変長データメッセージに対応した複数スロット予約と指数関数バックオフを適用したDRMA方式,電子情報通信学会論文誌」2001
- 「送受信機のチューニング時間を考慮したWDMシングルホップネットワークにおける波長割当てアルゴリズム,電子情報通信学会論文誌」2001
- 「Contention-based reservation protocol using a counter for detecting a source conflict in EDM single-hop optical network with non-equivalent distance, Journal of Communications and Networks」2001
- 「優先権を考慮したノックアウト拡張バンヤンマルチキャストATMスイッチの特性評価,電子情報通信学会論文誌」2001
- 「WDMシングルホップネットワークにおける競合アドレスの少ないマルチキャストパケットの送信を優先するスケジューリングアルゴリズム,電子情報通信学会論文誌」2002
- 「可変長パケットを考慮した入力バッファ型ATMスイッチのスケジューリング方式,電子情報通信学会論文誌」2002

## 国際会議における発表
- 「The shared concentration output queueing switch with shifter and middle buffer」,ICT'97 1997
- 「The shared concenstration output queueing with middle buffer at input of Batcher-baynan network」,GLOBECOM'97 1997[7]
- 「Knockout switch with bacher network for two class packets」,ICT'98 1998
- 「Performance evaluation of the multistage ATM switch with partialy shared buffers for mixed traffic with unicast and multicast cells」,ICT'98 1998
- 「Performance analysis of Knockout packet switch with Bacher network for multiple classes」,GLOBECOM'98 1998
- 「Performance evaluation of the crossbar ATM switch for multicast traffic」, ICT'99 1999
- 「Shared concentration output queueing switch for multiple classes」, APSITT'99 1999
- 「A large scale knockout dilated banyan multicast ATM switch for priority classes」,APSITT99 1999
- 「Multicast knockout ATM switch with Batcher network for multiple priority classes」,TENCON'99 1999
- 「Capture effect of PRMA with adaptive array」,TENCON'99 1999
- 「Non-collision packet reservation multiple access system with random transmission to idle slots」,VTC'99 1999
- 「Multistage interconnection multicast switch with exclusive routes for delay-sensitive and loss-sensitive cells」, MICC'99 1999

"A Large Scalable Knockout Dilated Banyan Multicast ATM Switch」,GLOBECOM'99 1999
- 「DRMA with multiple slots reservationand retransmission algorithm using exponential backoff scheme」,VTC2000 2000
- 「Performance evaluation of a FIFO buffered ATM switch for the GFR service」,ISITA2000 2000
- 「A broadcast-and-select photonic ATM switch with input buffer and optical bit-rate up converter」,ISITA2000 2000
- 「Performance evaluation of a wavelength assignment algorithm in WDM single-hop network with transeiver tuning latencies」, GLOBECOM2000 2000
- 「A shared knockout ATM switch for reduction of hardware under Variable hot-spot traffic」,ICC2001 2001
- 「Channel reservation protocol using a counter for detecting a source conflict in WDM single-hop optical network with non-equivalent distance」,ICC2001 2001
- 「Port Selected Packet Discardiing Scheme in ATM Networks」, PACRIM'01 2001
- 「Scheduling Algorithm with Priority of Active Buffer for Variable-Length IP Packet over Input-Buffered ATM Switch」, PACRIM'01 2001
- 「A new partition scheduling algorithm by prioritizing the transmission of multicast packets with less destination address overlap in WDM single-hop networks」, GLOBECOM2001 2001
- 「A VC-merge capable switch reducing buffer requirement by sharing reassembly buffers in MPLS”, GLOBECOM2001」 2001
- 「A scheduling algorithm minimizing voids generated by arriving bursts in optical burst switched WDM network」, GLOBECOM2001 2002

## 研究会等における発表
- 「シフタと中間バッファを用いたSCOQ交換機の特性評価」,SITA'96 1996[8]
- 「バッチャーバンヤン網の入力に中間バッファを用いたSCOQ交換機」,交換システム研究会 1997[9]
- 「2種類のパケットを考慮したバッチャ網によるノックアウトスイッチの特性評価」,SITA'97 1997[10]
- 「非同報通信と同報通信が混在したトラヒックに対応可能な多段ステージ共有バッファ型ATMスイッチの特性評価」,SITA'97 1997[11]
- 「複数の優先権を考慮したバッチャ網によるノックアウトATMスイッチ」,交換システム研究会 1998
- 「優先権を考慮したマルチキャストノックアウトATMスイッチ」,交換システム研究会 1998
- 「大規模化が可能なノックアウト拡張バンヤンマルチキャストATMスイッチ」,交換システム研究会
- 「即時セルと待時セルが混在したトラヒックに対応可能な多段ステージ共有バッファ型マルチキャストATMスイッチ」,交換システム研究会 1998
- 「クロスバーマルチキャストATMスイッチの特性評価」,SITA'98 1998
- 「優先権を考慮した大規模ノックアウト拡張バンヤンマルチキャストATMスイッチ」,交換システム研究会 1999
- 「即時セルと待時セルが混在したバーストトラヒック下においてバックプレッシャ制御を適用した多段ステージ共有バッファ型マルチキャストATMスイッチ」,交換システム研究会 1999
- 「優先権を考慮した共有集線型交換機の特性評価」,交換システム研究会 1999
- 「Knockout ATM switch with two speedup factors under non-uniform traffic with variable hot-spot ports」, SITA'99 1999
- 「送受信機のチューニング時間を考慮したWDMシングルホップネットワークにおける波長割当てアルゴリズムの特性評価」,SITA'99 1999
- 「伝搬遅延の異なるWDMシングルホップ光ネットワークにおいてメッセージ遅延を低減できる競合型チャネル予約プロトコル」,SITA'99 1999
- 「GFRサービスクラスを収容する単一FIFOバッファ型ATMスイッチの特性評価」,交換システム研究会 2000
- 「入出力バッファ型ATM‐GFRスイッチの検討」,交換システム研究会 2000
- 「入力バッファとビットレートアップコンバータを用いて所要波長数の軽減を図ったブロードキャスト・セレクト光ATMスイッチ」,交換システム研究会 2000
- 「ハードウェアが削減できる共有ノックアウトスイッチ」,交換システム研究会 2000
- 「VC併合が可能な入出力バッファ型ATMスイッチの特性評価」,交換システム研究会 2000
- 「伝搬遅延の異なるWDMシングルホップ光ネットワークにおいてソースコンフリクト検出用カウンタを用いた競合型チャネル予約プロトコル」,交換システム研究会 2000
- 「可変長データメッセージに対応した複数スロット予約と指数関数バックオフを適用したDRMA方式」,無線通信システム研究会 2000
- 「WDMシングルホップネットワークにおけるマルチキャストパケットの組み合わせを考慮したスケジューリングアルゴリズム」 2001
- 「可変長パケットを考慮しアクティブバッファを優先した入力バッファ型ATMスイッチのスケジューリング方式」 2001
- 「MPLSにおいてバッファ量の削減が可能なVC併合型スイッチ」,交換システム研究会 2001
- 「同時受け付けポート数を考慮した選択的パケット廃棄法の提案」,交換システム研究会 2001
- 「QBDモデルを用いた単一FIFOバッファ型ATM-GFR特性解析」,ネットワークシステム研究会 2001
- 「DiffservのAFサービスクラスにおけるアクティブコネクション数に応じたパケット廃棄法の提案」,ネットワークシステム研究会
- 「光バースト交換網においてバーストが生成するVoidを最小にするスケジューリングアルゴリズム」,ネットワークシステム研究会 2001[12]